# Ellipteroides (Protogonomyia) quadridens
Ellipteroides (Protogonomyia) quadridens is een tweevleugelige uit de familie steltmuggen (Limoniidae). De soort komt voor in het Palearctisch gebied.